# Derrick Favors
Derrick Bernard Favors (Atlanta, Georgia; 15 de julio de 1991) es un jugador de baloncesto estadounidense que se encuentra sin equipo. Con 2,06 metros de estatura, juega en la posición de ala-pívot.

## Trayectoria deportiva

### High School
Fue uno de los jugadores más destacados del país en su etapa de high school en 2009. La prestigiosa web Scout.com lo situó como el número 1 del país, y el número 2 en ESPNU. Fue elegido para disputar el prestigioso McDonald's All-American Game, que reúne a los mejores jugadores de instituto del país, y consiguió 19 puntos y 8 rebotes, siendo elegido MVP del partido. Para rematar una gran temporada, recibió el premio Naismith Prep Player of the Year Award al mejor jugador del país.

### Universidad
Jugó durante una única temporada con los Yellow Jackets del Instituto de Tecnología de Georgia, en la que promedió 12,4 puntos, 8,4 rebotes y 2,1 tapones por partido. Su partido más completo fue el jugado contra Duke, en el que consiguió 22 puntos, 11 rebotes y 2 tapones. Lideró el Torneo de la NCAA en porcentaje de tiros de campo, pero no llegó al mínimo de tiros para que constara en las estadísticas oficiales. Fue elegido novato del año de la Atlantic Coast Conference.

#### Estadísticas
| Año     | Equipo       | PJ | PT | MPP  | %TC  | %3P  | %TL  | RPP | APP | ROB | TPP | PPP  |
| ------- | ------------ | -- | -- | ---- | ---- | ---- | ---- | --- | --- | --- | --- | ---- |
| 2009–10 | Georgia Tech | 36 | 35 | 27.5 | .611 | .000 | .629 | 8.4 | 1.0 | .9  | 2.1 | 12.4 |

### Profesional
Fue elegido en la tercera posición del Draft de la NBA de 2010 por New Jersey Nets. El 23 de febrero de 2011 fue traspasado a Utah Jazz junto con Devin Harris y dos elecciones de primera ronda del draft de 2011 a cambio de Deron Williams.
Tras ocho temporadas y media en Salt Lake City, el 30 de junio de 2019, es traspasado a New Orleans Pelicans.
Después de un año en New Orleans, el 20 de noviembre de 2020, vuelve a fichar por Utah Jazz.
El 30 de julio de 2021 es traspasado a Oklahoma City Thunder a cambio de futuras rondas de draft. El 31 de marzo de 2022, es descartado para el final de temporada, por problemas de espalda.
En mayo de 2022 ejerce su opción de jugador, renueva por un año más con Oklahoma, a cambio de $10,2 millones.
El 30 de septiembre de 2022 es traspasado junto a Ty Jerome, Moe Harkless y Theo Maledon a Houston Rockets, a cambio de David Nwaba, Sterling Brown, Trey Burke y Marquese Chriss. Pero el 14 de octubre es cortado por los Rockets.
El 11 de enero de 2023 firmó un contrato de diez días por los Atlanta Hawks, pero no llegó a debutar con el equipo.
En octubre de 2023 se anuncia su posible participación en la temporada 2023-24 de la G League.

## Estadísticas de su carrera en la NBA

### Temporada regular
| Año     | Equipo        | PJ  | PT  | MPP  | %TC  | %3P  | %TL  | RPP | APP | ROB | TPP | PPP  |
| ------- | ------------- | --- | --- | ---- | ---- | ---- | ---- | --- | --- | --- | --- | ---- |
| 2010-11 | New Jersey    | 56  | 23  | 19.5 | .511 | .000 | .612 | 5.3 | .4  | .3  | .7  | 6.3  |
| 2010-11 | Utah          | 22  | 4   | 20.2 | .529 | .000 | .561 | 5.2 | .8  | .5  | 1.2 | 8.2  |
| 2011-12 | Utah          | 65  | 9   | 21.2 | .499 | .000 | .649 | 6.5 | .7  | .6  | 1.0 | 8.8  |
| 2012-13 | Utah          | 77  | 8   | 23.2 | .482 | .000 | .688 | 7.1 | 1.0 | .9  | 1.7 | 9.4  |
| 2013-14 | Utah          | 73  | 73  | 30.2 | .522 | .000 | .669 | 8.7 | 1.2 | 1.0 | 1.5 | 13.3 |
| 2014-15 | Utah          | 74  | 74  | 30.8 | .525 | .167 | .669 | 8.2 | 1.5 | .8  | 1.7 | 16.0 |
| 2015-16 | Utah          | 62  | 59  | 32.0 | .515 | .000 | .709 | 8.1 | 1.5 | 1.2 | 1.5 | 16.4 |
| 2016-17 | Utah          | 50  | 39  | 23.7 | .487 | .300 | .615 | 6.1 | 1.1 | .9  | .8  | 9.5  |
| 2017-18 | Utah          | 77  | 77  | 28.0 | .563 | .222 | .651 | 7.2 | 1.3 | .7  | 1.1 | 12.3 |
| 2018-19 | Utah          | 76  | 70  | 23.2 | .586 | .218 | .675 | 7.4 | 1.2 | .7  | 1.4 | 11.8 |
| 2019-20 | New Orleans   | 51  | 49  | 24.4 | .617 | .143 | .563 | 9.8 | 1.6 | .6  | .9  | 9.0  |
| 2020-21 | Utah          | 68  | 0   | 15.3 | .638 | .000 | .738 | 5.5 | .6  | .5  | 1.0 | 5.4  |
| 2021-22 | Oklahoma City | 39  | 18  | 16.7 | .516 | .125 | .640 | 4.7 | .6  | .4  | .3  | 5.3  |
| Total   | Total         | 790 | 503 | 24.3 | .534 | .198 | .663 | 7.1 | 1.1 | .7  | 1.2 | 10.6 |

### Playoffs
| Año   | Equipo | PJ | PT | MPP  | %TC  | %3P  | %TL  | RPP | APP | ROB | TPP | PPP  |
| ----- | ------ | -- | -- | ---- | ---- | ---- | ---- | --- | --- | --- | --- | ---- |
| 2012  | Utah   | 4  | 1  | 29.0 | .417 | -    | .586 | 9.5 | .5  | 1.3 | 1.5 | 11.8 |
| 2017  | Utah   | 11 | 2  | 20.5 | .581 | -    | .478 | 5.5 | .9  | .7  | .5  | 7.5  |
| 2018  | Utah   | 11 | 9  | 26.0 | .618 | .400 | .485 | 5.2 | 1.2 | .7  | 1.0 | 9.3  |
| 2019  | Utah   | 5  | 2  | 20.6 | .639 | .000 | .684 | 7.4 | .8  | .8  | 1.8 | 11.8 |
| 2021  | Utah   | 11 | 0  | 13.2 | .696 | —    | .556 | 4.2 | .3  | .2  | .9  | 3.4  |
| Total | Total  | 42 | 14 | 20.8 | .587 | .250 | .549 | 5.7 | .8  | .6  | 1.0 | 7.8  |